# ماریو ماراشی
ماریو ماراشی (انگلیسی: Mario Maraschi; ۲۸ اوت ۱۹۳۹ – ۳ دسامبر ۲۰۲۰ (aged 81)) بازیکن فوتبال اهل ایتالیا بود.
از باشگاه‌هایی که در آن بازی کرده‌است می‌توان به باشگاه فوتبال فیورنتینا، باشگاه ورزشی لاتزیو، باشگاه فوتبال بولونیا، باشگاه فوتبال کالیاری، باشگاه فوتبال سمپدوریا، باشگاه فوتبال آ.ث. میلان، باشگاه فوتبال ویچنزا، و باشگاه فوتبال پرو ورچلی اشاره کرد.